# گرنت، شهرستان انیو، کالیفرنیا
گرنت (به انگلیسی: Grant) یک منطقهٔ مسکونی در ایالات متحده آمریکا است که در شهرستان اینیو، کالیفرنیا واقع شده‌است. گرنت ۱٬۱۳۷ متر بالاتر از سطح دریا قرار دارد.